# Delizia di Belriguardo
(Ludovico il Moro 1493, lettera a Beatrice d'Este)
La Delizia di Belriguardo (detta anche Castello di Belriguardo) era la reggia estiva della corte estense: essendo stata costruita nel 1435 e terminata due anni dopo, risulta essere la prima residenza estiva di una signoria in Europa. Si trova nel territorio di Voghiera, Strada Provinciale n. 274, a circa 15 km da Ferrara. È stata anche definita la Versailles degli estensi. L'edificio è sede del Museo civico di Belriguardo che espone reperti archeologici del territorio e dedica anche sezioni all'arte rinascimentali e all'arte moderna.

## Storia

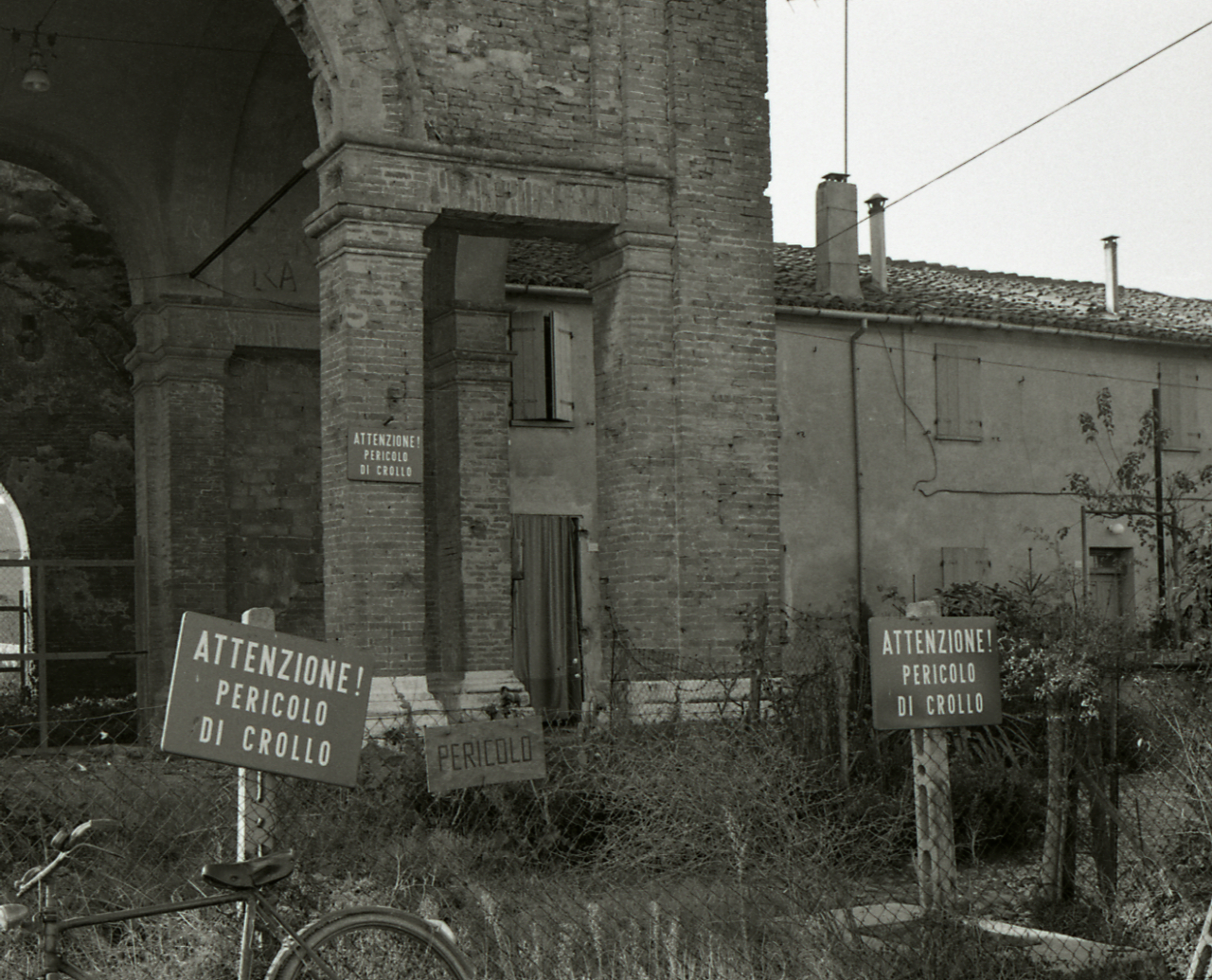
Stato della Delizia prima dei restauri. Così appariva nel 1974 in un servizio fotografico di Paolo Monti

La Delizia di Belriguardo fu voluta dal marchese Niccolò III d'Este e venne utilizzata come residenza estiva di tutta la corte estense e come villa di rappresentanza. La posa della prima pietra risale al 1435, anche se la struttura subì continue rivisitazioni ed ampliamenti nel corso degli anni, ad opera dei successivi duchi di casa d'Este. Vi soggiornò sovente Lucrezia Borgia.
L'edificio venne forse costruito dietro suggerimento di Filippo Brunelleschi e la sua particolarità è quella di presentare un ingresso stretto sotto il torrione, il primo cortile porticato su tre lati ed il secondo cortile porticato su quattro lati. Corrisponde alla pianta di una villa greco-orientale edificata secondo il gusto tardo medievale. Tra palazzi e giardini, Belriguardo in origine aveva una superficie complessiva di almeno quaranta ettari. Nella seconda metà del XVI secolo nella Delizia ha dimorato Torquato Tasso, che visse diversi anni sia in questo palazzo dove amava ritirarsi sia a Ferrara dove risiedeva la corte.
La magnificenza della Delizia di Belriguardo subì un brusco arresto quando gli Este, con la devoluzione, abbandonarono Ferrara nel 1598. Belriguardo fu lasciata in enfiteusi a proprietari terrieri del luogo che la utilizzarono principalmente come fattoria, trasformando sale affrescate dai maggiori maestri del Cinquecento ferrarese in stalle e granai. Tutto ciò che c'era di prezioso e ormai inutile al nuovo utilizzo del complesso fu venduto.
Belriguardo è giunta fino a noi malgrado progressivi crolli, riadattamenti e demolizioni grazie al suo frazionamento in numerose abitazioni private. Ciò che è rimasto di Belriguardo è ancora visibile ma la lettura del complesso originale risulta talmente compromessa da non essere quasi più individuabile. I resti dell'antica struttura ancora oggi visibili sono la torre al centro (dalla quale gli Este osservano gli spettacoli nella peschiera sottostante alimentata dall'acqua del fiume Sandalo), le sei finestre gotiche della fine del Quattrocento e la Sala della Vigna, l'unico ambiente che ha restituito qualche testimonianza dell'antico splendore.

## Descrizione
Si accede al primo giardino attraverso una grande torre, sulla cui sommità sono presenti due angeli che portano il simbolo estense.

## Nella cultura di massa
- Nel De triumphis Religionis Giovanni Sabadino degli Arienti la descrive quasi metro per metro
- Qui è ambientata l'opera teatrale di Johann Wolfgang von Goethe Torquato Tasso
- La Delizia è stata scelta come scenario virtuale per uno dei livelli del DLC La scomparsa di da Vinci nel videogioco Assassin's Creed: Brotherhood.[6]